# Kurdyjska Wikipedia
Kurdyjska Wikipedia – edycja Wikipedii tworzona w języku kurdyjskim.
Na dzień 18 lutego 2007 roku edycja ta liczyła 7892 artykuły. W rankingu wszystkich edycji językowych, opublikowanym w dniu 1 lutego tegoż roku, zajmowała 61. pozycję.